# (53550) 2000 BF19
(53550) 2000 BF19 est un astéroïde Apollon découvert le 28 janvier 2000 par le programme Spacewatch. Son diamètre se situe entre 300 et 700 m. Il est passé à 0,049 083 ua (7 342 700 km) de la Terre le 24 août 1991 et son prochain passage proche à 0,047 108 5 ua (7 047 300 km) aura lieu le 26 août 2055. Il est classé comme potentiellement dangereux.